# دارخان
دارخان (به زبان مغولی: Дархан، [Darxan]؛ ᠳᠠᠷᠬᠠᠨ، [darqan]) شهر، شهرستان، و مرکز اداری استان دارخان‌اول، در کشور مغولستان است که در سال ۲۰۲۲ میلادی دارای ۸۷٬۲۲۲ نفر جمعیت بوده.

این شهر، در نزدیکی مرز با روسیه (فاصله‌ای حدود ۱۲۰ کیلومتری) قرار داشته، و به همین دلیل، هم دارای کنسولگری روسیه بوده، و  هم محل اقامت تعداد قابل توجهی از شهروندان روسیه می‌باشد.

## تقسیمات اداری
شهرستان دارخان متشکل از ۱۸ قصبه (باغ) می‌باشد. از بین این‌ها، ۱۶ تای آنان نام‌گذاری نشده‌اند. این قصبه‌ها موسوم به «قصبهٔ ۱ام» الی «قصبهٔ ۱۶ام» می‌باشند. دو قصبهٔ تابعهٔ این شهرستان، نام‌گذاری شده‌اند، شامل:
- اورغو (مغولی: Ургуу баг، [Urguu bag]؛ ᠤᠷᠤᠭᠤ ᠪᠠᠭ، [uruɣu baɣ])
- مالچین (مغولی: Малчин баг، [Malčin bag]؛ ᠮᠠᠯᠴᠢᠨ ᠪᠠᠭ، [malčin baɣ])